# Дхубри (округ)
Дхубри (ассам. ধুবুৰী জিলা, хинди धुबरी जिला, англ. Dhubri district) — округ в индийском штате Ассам. Образован в 1983 году из части территории округа Гоалпара. Административный центр — город Дхубри. Площадь округа — 2838 км². По данным всеиндийской переписи 2001 года население округа составляло 1 637 344 человека. Уровень грамотности взрослого населения составлял 48,2 %, что ниже среднеиндийского уровня (59,5 %). Доля городского населения составляла 11,8 %. Окоро 75 % жителей округа исповедуют ислам.

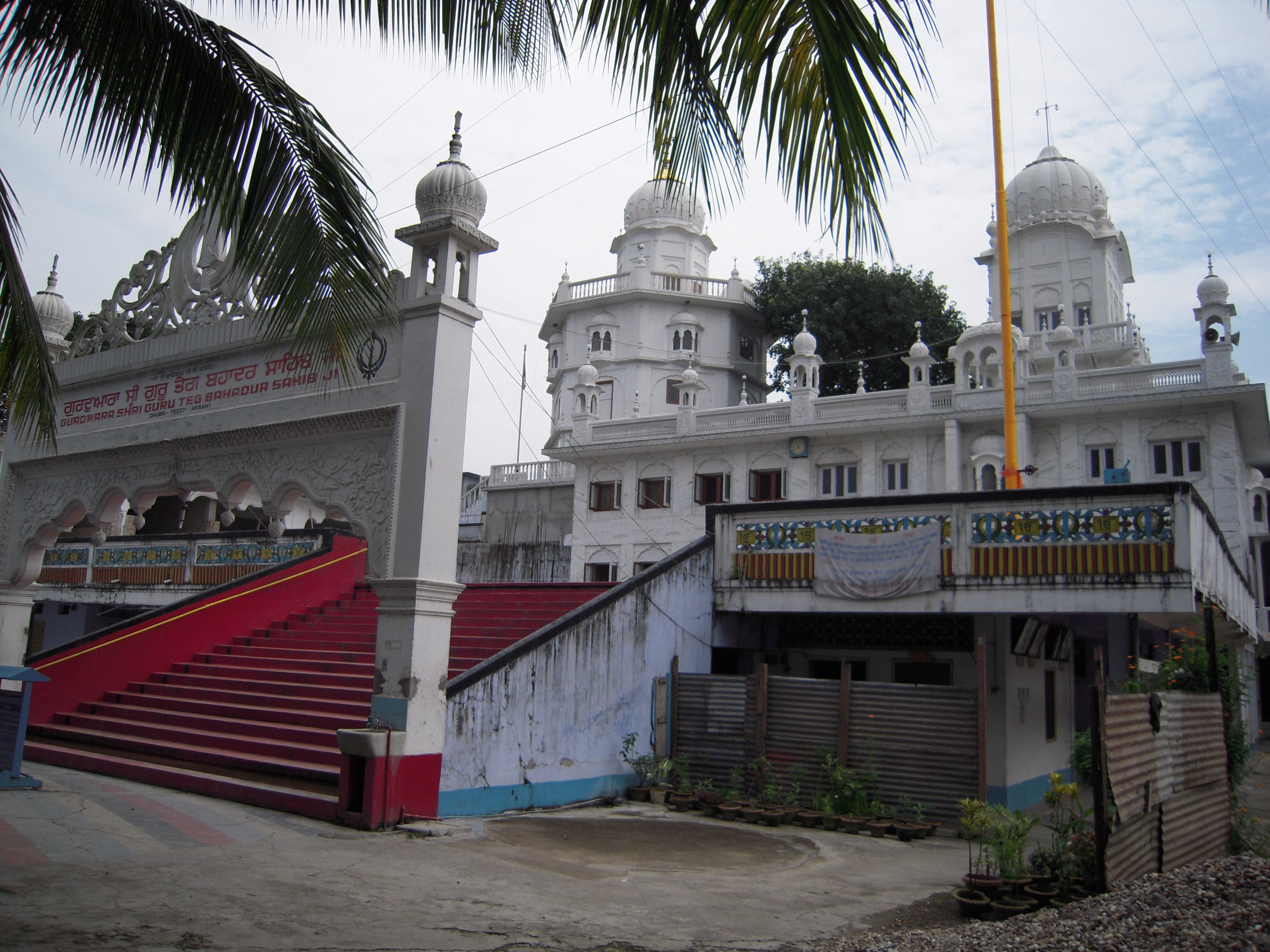
Гурдвара в Дхубри

Занимает территорию дуаров к северу от Брахмапутры. 

Округа Ассама (1 — Дхубри)